# Monte Cristo (przedsiębiorstwo)
Monte Cristo, pełna nazwa: Monte Cristo Multimedia – francuskie przedsiębiorstwo istniejące w latach 1995-2010, producent i wydawca gier komputerowych.
Firma została założona w 1995 roku w Paryżu, a jej założycielami byli Jean-Marc de Fety, były wiceprezes Credit Suisse First Boston oraz Jean-Cristophe Marquis, pracujący wcześniej w dziale strategii Mars Inc.
W 2010 firma ogłosiła bankructwo w związku ze złymi wynikami sprzedaży ich największego projektu strategiczno-ekonomicznej wieloosobowej gry Cities XL. Serwery gry zostały wyłączone.

## Gry wyprodukowane przez Monte Cristo
Lista wybranych gier przygotowana na podstawie materiałów źródłowych. Wszystkie gry wyprodukowane zostały na platformę PC.
- 1996 – Wall Street Trader ’97
- 1997 – Wall Street Trader ’98
- 1998 – Wall Street Trader ’99
- 1999 – Wall Street Trader 2000
- 2000 – Wall Street Trader 2001
- 2000 – Start Up 2000
- 2000 – StarPeace
- 2000 – TV Star
- 2001 – Airline Tycoon First Class (dodatek do Airline Tycoon)
- 2001 – Political Tycoon
- 2001 – Casino Tycoon
- 2001 – Daytrader
- 2001 – Stardom: Your Quest for Fame
- 2001 – Neospace
- 2001 – Gadget Tycoon
- 2002 – Airline Tycoon Evolution (dodatek do Airline Tycoon)
- 2002 – The Partners
- 2002 – Dino Island / Dino Tycoon
- 2002 – Pluton
- 2002 – Micro Commandos
- 2003 – Fire Chief / Emergency Fire Response / Fire Department
- 2003 – Star Academy
- 2004 – Medieval Lords: Build, Defend, Expand
- 2004 – Fire Department 2
- 2004 – Desert Rats vs. Afrika Korps
- 2004 – D-Day
- 2005 – 1944: Bitwa o Ardeny
- 2005 – Z Moskwy po Berlin
- 2005 – 7 Sins, również w wersji PS2[5]
- 2006 – Fire Department 3
- 2006 – City Life
- 2006 – KAZooK!
- 2006 – War on Terror
- 2007 – The Plan, również w wersji PS2
- 2007 – Silverfall
- 2008 – City Life 2008 Edition
- 2008 – City Life DS
- 2009 – Cities XL